# Kripan
Kripan är en kommun i Spanien.Den ligger Álavaprovinsen i södra delen av den autonoma regionen Baskien i norra delen av landet, 260 km norr om huvudstaden Madrid. Antalet invånare är 178 (2024).